# Eugen Gomringer
Eugen Gomringer (Cachuela Esperanza, Beni, 20 de janeiro de 1925 ) é um poeta e crítico literário boliviano, naturalizado suíço, de língua alemã.
Citado frequentemente pelos irmãos Campos como um dos criadores da poesia concreta, fundou o concretismo de língua alemã, em 1953.

## Obras
- konstellationen, spiral press. Berna, 1953.
- das stundenbuch - Max Hueber Verlag. Munique, 1965.
- Kommandier(t) die Poesie! : Biografische Berichte. Signathur, Dozwil, 2006.
- Vom Rand nach Innen, die Konstellationen 1951-1995. Obras completas, tomo I. Splitter,  Viena, 1995.
- Theorie der Konkreten Poesie, Texte und Manifeste 1954-1997. Obras completas, tomo II. Splitter,  Viena, 1997.
- Zur Sache der Konkreten, eine Auswahl von Texten und Reden über Künstler und Gestaltungsfragen 1958-2000. Obras completas, tomo III. Splitter, Viena, 2000
- Quadrate aller Länder. Obras completas, tomo IV. Splitter, Viena, 2006

Em português
- 31 Poemas (edição multilíngüe). Tradução: Percy Garnier e Philadelpho Menezes. São Paulo: Arte Pau-Brasil, 1988

Gomringer  também organizou uma antologia da poesia concreta em língua alemã (Konkrete Poesie : Deutschprachige Autoren), publicada em 1972, pela Reclam-Verlag de Stuttgart, e regularmente reeditada. O livro foi também publicado em português, sob o título Poesia Concreta de Autores de Lingua Alemã, pelo Goethe Institut, em 1973.